# Рождённый непобедимым
«Рождённый непобедимым» (англ. Born Invincible или англ. The Invincible, кит. трад. 太極元功, палл. Тай цзи юань гун, буквально: «Герой Тайцзи») — гонконгский фильм с боевыми искусствами 1978 года, срежиссированный Джозефом Го.

## Сюжет
Те Уцин — один из мастеров Тайцзи из клана Цзинь Инь Шань. Когда ученики школы кунг-фу мастера Лэй Пина идут на утреннюю тренировку, они становятся свидетелями того, как два члена клана Цзинь Инь Шань преследуют старика и его дочь на холме. Преследователи начинают избивать старика на глазах у дочери. Старший ученик, Жуцзянь, вмешивается и требует прекратить избиение. Другие ученики также вмешиваются, а члены клана применяют оружие. После того, как один из учеников школы получает смертельное ранение, один из учеников зовёт учителя Да Цзюня, и тот побеждает двух бандитов. Перед уходом побеждённые предупреждают учеников, что их клан разберётся со школой. Миндао приводит старика с дочерью в школу, где мастер Лэй Пин берёт их под свою защиту.
Два лидера клана, Те Уцин и Ду Гутянь, приходят в школу Лэй Пина, требуя, чтобы мастер сдал старика. Мастер отказывается, и Да Цзюнь предлагает драться за честь школы. Понимая всю серьёзность ситуации, мастер решает лично драться с пришедшими. Перед этим он просит учеников позаботиться о школе и назначает Миндао своим преемником, если проиграет поединок. Лэй Пин проигрывает и погибает. Старик Чжэньлинь, взяв впервые за двадцать лет меч, бросается в бой, но тоже терпит поражение и погибает. Ученики в ужасе и понимают, что не могут противостоять лидерам клана. Дочь мастера школы, Синьсинь, подавлена. Миндао берёт управление школой на себя как и велел мастер Лэй Пин. Миндао обещает, что они вместе будут мстить клану Цзинь Инь Шань. Он выступает с намерением идти на дуэль. Поэтому он приходит в храм Цзинь Инь Шань и бросает вызов Ду Гутяню. Противник использует железную дубинку со встроенным лезвием. Миндао проигрывает из-за этого оружия, но ему удаётся сбежать.
Это поражение делает Миндао более решительным, чтобы победить Ду Гутяня. Он начинает более тщательную боевую подготовку для следующего поединка. Он придумывает способ борьбы с железной дубинкой: покрывает свой меч маслом, так что противник не сможет захватить меч. Миндао убивает Ду Гутяня, используя этот метод. Те Уцин узнаёт о смерти своего товарища и отправляется на поиски Миндао. Глава школы пытается ещё больше подготовиться для встречи с Те Уцином, но вынужден драться с ним. Миндао не может одолеть мастера Тайцзи, поскольку тот не имеет слабого места. В итоге Мин Дао погибает. Жуцзянь берёт управление на себя. Он упорно тренируется, но когда наступает время боя, не может победить соперника и спасается бегством. Лэй Синьсинь встречает монахиню, которая рассказывает ей, как найти слабое место на теле Те Уцина — оно возникает, когда Те Уцин «сам не свой». Жуцзянь приходит к выводу, что слабое место — горло. Жуцзянь побеждает противника, рассмешив его.

## В ролях
- Картер Вон[кит.] — Те Уцин
- Нэнси Янь — Лэй Синьсинь
- Джек Лун — Юэ Миндао
- Марк Лун — Хуа Жуцзянь
- Ло Ле — Ду Гутянь
- Чэнь Пэйлин — Лю Юйфэнь, дочь Лю Чжэньлиня
- Вань Шань
- Лун Фэй[итал.] — Лэй Пин
- Алан Чхёй[кит.] — Да Цзюнь
- Су Чжэньпин — Лю Чжэньлинь
- Юань Сэнь — школьный старейшина
- Чжан Мэйи
- Ван Гэ

## Съёмочная группа
- Компания: Hong Hwa International Films (H.K.) Ltd.
- Продюсер: Сюзанна Го
- Исполнительный продюсер: Джозеф Го
- Режиссёр: Джозеф Го
- Ассистент режиссёра: Вон Чхаукуай
- Сценарист: Иу Хинхон
- Постановка боевых сцен: Юнь Вопхин
- Монтаж: Вон Чхаукуай
- Оператор: Нг Куокхау
- Композитор: Фрэнки Чань[кит.]